# رادیو فرهنگ
رادیو فرهنگ، یکی از شبکه‌های رادیویی در ایران است که در مجموعه صدا و سیمای جمهوری اسلامی ایران فعالیت می‌کند. و به موضوعات فرهنگی، ادبی، هنری، به ویژه مباحث فکری معاصر می‌پردازد. در کنار بهره‌گیری در خور از پخش موسیقی، پاسخگویی به نیازهای فرهنگی جامعه معاصر از اهداف این رادیو است.

## تاریخچه
این موج رادیویی در سال ۱۳۳۹ با سه ساعت پخش روزانه به عنوان یکی از کانال‌های رادیو ایران و با عنوان رادیو دو آغاز به کار کرد. در سال‌های اولیه پس از پیروزی انقلاب اسلامی، محتوای این شبکه شامل پخش زنده خطبه‌های نماز جمعه تهران، دروس حوزوی، برنامه‌های رادیو قرآن و مشروح مذاکرات مجلس می‌شد.
این رادیو در مرداد ۱۳۷۴ به منظور ارتقای سطح آموزشی مردم شروع به تولید و پخش برنامه با محتوای علمی و فرهنگی کرد و ساعت پخش خود را به ۲۰ ساعت در شبانه روز افزایش داد.
در پایان سال ۱۳۷۶ با تغییر تشکیلات معاونت صدا، این شبکه از رادیو سراسری مجزا و با عنوان «رادیو دو سراسری» و از سال ۱۳۷۸ با عنوان «رادیو فرهنگ» و به صورت۲۴ ساعته به‌کار خود ادامه داد. نشست‌های مجلس شورای اسلامی نیز از همین موج پخش می‌شود و به همین دلیل به «رادیو مجلس» نیز شناخته می‌شود.
محمدرضا لطفی از سال ۱۳۸۹ برنامه «شناخت موسیقی دستگاهی ایران» را تولید و از رادیو فرهنگ پخش کرد. «هفت اقلیم» و «نیستان» و «هفت کوچه» از برنامه‌های پرشنونده این رادیو بودند.
مدیران این شبکه رادیویی از این قرار هستند:محمدرضا ترکی،(( که نام شبکه را به رادیو فرهنگ تغییر داد.)) هادی سعیدی کیاسری، کامران کاظم‌زاده، محسن شریف‌زاده،  علیرضا حبیبی و از سال ۱۴۰۱ دکتر مرتضی کاظمی دینان مدیر شبکه رادیویی فرهنگ است.
رادیو فرهنگ روی موج اف. ام ردیف ۱۰۶ مگاهرتز و ای. ام ۵۸۵ کیلوهرتز و از طریق گیرنده‌های دیجیتال، رادیو نما و پلتفرم‌های اینترنتی از جمله ایرانصدا شنیده می‌شود، برخی از برنامه‌های این شبکه از طریق پایگاه ایرانصدا و سایت شبکه به صورت تصویری و زنده پخش می‌شود.

## گروه‌های فعال شبکه
گروه‌های فعال این شبکه عبارتند از:
1. جامعه و کتاب
2. تاریخ و اندیشه
3. ادب و هنر
4. طرح و برنامه ریزی
5. اجرائی و روابط عمومی
6. فضای مجازی
7. پخش و نظارت
8. تولید و تأمین